# جولي دون بايلي
جولي دون بايلي، الحاصلة على رتبة الإمبراطورية البريطانية (بالإنجليزية: Julie Dawn Bailey)هي شخصية رئيسية في فضيحة مستشفى ستافورد.

## سيرتها الذاتية
وُلدت جولي في ستافورد لكنها انتقلت إلى ويلز عام 1983 قبل أن تنتقل إلى المنزل لرعاية والدتها.
احتُجزت والدة بيلا بيلي، البالغة من العمر 86 عامًا، في مستشفى ستافورد في سبتمبر / أيلول 2007 بفتق موسع وماتت هناك في 8 نوفمبر / تشرين الثاني 2007.
ساعدت جوالي في تشكيل منظمة تطهير منظمة الصحة، التي قامت بحملة ناجحة من أجل تحقيق عام في حالات الفشل في المستشفى. وأدرات جولي صالة صالون للكلاب ومقهى صغير، في طريق ليتشفيلد في وسط المدينة الذي أصبح المقر الرئيسي للحملة. أصلقت حولي ومؤيدوها الحوائط بصور فوتوغرافية لعشرات من الرجال والنساء المسنين - أزواج وزوجات وآباء وأمهات وإخوة وأخوات - زعموا أنهم ماتوا بلا داعٍ في المستشفى بسبب نقص الرعاية.
وأُشيد بمجهودات جولي على الصعيد الوطني لإصرارها على تسليط الضوء على أوجه القصور في الصندوق الاستئماني. وفي ستافورد، ألقى بعض الأشخاص باللوم عليها في عملية خفض المستوى المخطط لها في مستشفى المدينة. وتقول جولي إنها عانت من الإساءات في الشوارع، وتدنيس قبر أمها، وتم طردها من منزلها في ستافورد. إلا أن الشرطة أسقطت التحقيق في دعوى التحرش المزعومة حيث لم تتمكن من العثور على أدلة كافية.
قامت جولي في عام 2012 بتأليف كتاب بعنوان "من وارد إلى وايتهول: الكارثة في مستشفى ميد ستاف"، الذي حكى قصة كفاحها من أجل الكشف عن الحقيقة حول الفشل المميت في مستشفى ميد سبيدس وكفاحها لضمان عدم تكرار تلك المأساة مرةً ثانية.
حصلت جولي على رتبة الإمبراطورية البريطانية في عام 2014 مع مرتبة الشرف السنوية. تلقت اعتداءً أثناء حملتها وبعدها، لا سيما من خلال صفحة الدعم في مستشفى ستافورد على فيسبوك.
وفي 9 أبريل 2014، تم اختيار بيلي ثاني أقوى امرأة في بريطانيا من قبل صحيفة ذا إندبندنت وفي قائمة ساعة القوة لمجلة بي بي سي لعام 2014.

## روابط خارجية
- Cure the NHS نسخة محفوظة 7 نوفمبر 2012 على موقع واي باك مشين.